# Joan Didion
Joan Didion (/ˈdɪdiən/; n. 5 decembrie 1934, Sacramento, California, SUA – d. 23 decembrie 2021, New York City, New York, SUA) a fost o scriitoare americană care și-a început cariera în 1960 după ce a câștigat un concurs de eseuri sponsorizat de revista Vogue. Scrierile ei din anii 1960 până la sfârșitul anilor 1970 au capturat pentru public cultura anilor '60 și stilul de viață de la Hollywood. Scrierile ei politice s-a concentrat adesea pe subtextele retoricii politice și sociale. În 1991, ea a scris cel primul articol din mass-media care sugera că acuzații din cazul Celor cinci din Central Park au fost condamnați pe nedrept. În 2005, ea a câștigat Premiul Național de Carte pentru Nonficțiune și a fost finalistă atât la Premiul Cercului Național al Criticilor de Carte,cât și la Premiul Pulitzer pentru Biografie/Autobiografie pentru cartea Anul Gândirii Magice. Ea a adaptat apoi cartea într-o piesă de teatru, care a avut premiera pe Broadway în 2007. În 2017, Didion a fost prezentată în documentarul Netflix The Center Will Not Hold, regizat de nepotul ei Griffin Dunne.

## Tinerețe și educație
Didion s-a născut pe 5 decembrie 1934, în Sacramento, California,   avându-i ca părinți pe Frank Reese și Eduene (născută Jerrett) Didion. Didion și-a amintit că a început să scrie încă de la vârsta de cinci ani, deși a recunoscut că nu și-a imaginat  niciodată ca va ajunge scriitoare. Ea era un „copil timid, livresc”, care s-a forțat să-și depășească anxietatea socială prin actorie și vorbit în public. Ea a citit toate cărțile pe care putea să pună mâna. Și-a petrecut adolescența dactilografiind lucrările lui Ernest Hemingway pentru a afla mai multe despre cum sunt folosite structurile propozițiilor. 
Educația timpurie a lui Didion nu a fost una tradițională. Ea a urmat grădinița și clasa întâi, dar pentru că tatăl ei a fost în Aviația militară americană  în timpul celui de-al Doilea Război Mondial și familia ei s-a mutat des, ea nu a frecventat școala în mod regulat. În 1943 sau începutul anului 1944, familia ei s-a întors în Sacramento, iar tatăl ei a plecat la Detroit pentru a negocia contracte de apărare pentru al Doilea Război Mondial. Didion a menționat în memoriile sale din 2003, intitulate Where I Was From, că mutările atât de dese au făcut-o să se simtă ca o perpetuă străină. 
În 1956, Didion a primit o diplomă de licență în Arte în limba engleză de la Universitatea din California, Berkeley .  În ultimul an de facultate, a scris o poveste despre William Wilson Wurstera un arhitectul din San Francisco cu care a câștigat primul loc la concursul de eseuri  sponsorizat de Vogue și a primit un loc de muncă ca asistent de cercetare la revistă. 

## Carieră
Pe parcursul celor șapte ani petrecuți la Vogue, Didion a evoluat de la editor de promoționale la redactor.  În ianuarie 1960, revista Mademoiselle a publicat articolul lui Didion: Berkeley's Giant: The University of California .  În timp ce era la revista Vogue și îi era dor de casa și familia din California, ea a scris primul ei roman, Run, River, care a fost publicat în 1963. Scriitorul și prietenul ei John Gregory Dunne a ajutat-o să editeze cartea și în acea perioadă cei doi s-au mutat împreună într-un apartament. Un an mai târziu s-au căsătorit, iar Didion s-a întors în California cu noul ei soț. Cei doi au scris multe articole pentru ziare și reviste. „Ea și Dunne au început să scrie cu scopul de a-și acoperi facturile și apoi chiar să câștige mai mult”, relatează Nathan Heller în The New Yorker . „ Cotarea articolelor lor în  [Saturday Evening] Post le-au permis să închirieze un conac la Hollywood, să-și cumpere o mașină Corvette Stingray de culoarea bananei, să crească un copil și să mănânce bine.”  În 1968, ea a publicat prima sa lucrare de non-ficțiune, Slouching Towards Bethlehem, o colecție de articole din reviste despre experiențele ei din California.   The New York Times s-a referit la acest volum ca având „grație, sofisticare, nuanță [și] ironie”. 
Romanul lui Didion Play It as It Lays, care are loc la Hollywood, a fost publicat în 1970, iar A Book of Common Prayer a apărut în 1977. În 1979, a publicat The White Album, o altă colecție de articole de reviste care au apărut anterior în Life, Esquire, The Saturday Evening Post, The New York Times și The New York Review of Books . 
Eseul Salvador (1983) a fost scris de Didion după o călătorie de două săptămâni în El Salvador cu soțul ei. În anul următor, ea a publicat romanul Democrație, povestea unei aventuri de dragoste îndelungate, dar neîmpărtășite, între o moștenitoare bogată și un bărbat mai în vârstă, un ofițer CIA, acțiunea petrecându-se pe fundalul Războiului Rece și al Războiului din Vietnam . Cartea ei de non-ficțiune, Miami, din 1987, a fost inspirată din experiența comunității de expatriați cubanezi din acel oraș. 
Într-un articol din New York Review of Books din 1991, la un an după ce s-au încheiat diferitele procese ale celor cinci din Central Park, Didion a analizat greșelile grave ale acuzării, devenind prima care a văzut verdictele de vinovăție primite de acuzați ca pe o eroare judiciară.  Ea a sugerat că cei cinci acuzați au fost găsiți vinovați din cauza unei narațiuni sociopolitice cu tentă rasială care a influențat hotărârea instanței.  
În 1992, ea a publicat După Henry, o colecție de douăsprezece eseuri geografice și un memorial personal pentru Henry Robbins, care a fost prietenul și editorul lui Didion din 1966 până la moartea sa în 1979. În 1996, a publicat The Last Thing He Wanted, un thriller romantic. Dunne și Didion au lucrat îndeaproape pentru cea mai mare parte a carierei lor. O mare parte din scrierile lor sunt, prin urmare, împletite. Ei au co-scris o serie de scenarii, inclusiv o adaptare cinematografică din 1972 a romanului ei Play It as It Lays, în care au jucat pe Anthony Perkins și Tuesday Weld. De asemenea, cei doi au petrecut opt ani adaptând biografia jurnalistei Jessica Savitch pentru filmul Up Close &amp; Personal în care au jucat Robert Redford și Michelle Pfeiffer. 
Pe 4 octombrie 2004, Didion a început să scrie Anul gândirii magice, o narațiune a răspunsului ei la moartea soțului ei și la boala gravă a fiicei lor, Quintana Roo Dunne Michael, și a terminat manuscrisul 88 de zile mai târziu, în ajunul Anului Nou.  Scrisă la vârsta de șaptezeci de ani, aceasta a fost prima ei carte de non-ficțiune care nu era o colecție de teme de reviste.  Ea a pornit într-un turneu de lansare a cărții, a participat la multe lecturi și a dat interviuri de promovare și a recunoscut apoi că întreg procesul a foarte terapeutic în perioada ei de doliu. 
În 2006, Everyman's Library a publicat We Tell Ourselves Stories in Order to Live, un compendiu cu multe dintre scrierile lui Didion, inclusiv conținutul integral al primelor ei șapte cărți de non-ficțiune publicate ( Slouching Towards Bethlehem, The White Album, Salvador, Miami, After Henry, Political Fictions, and Where I Was From ), cu o introducere realizată de a contemporanului ei, criticul John Leonard . 
În 2007, Didion a început să lucreze cu dramaturgul și regizorul englez David Hare la o adaptare a filmului The Year of Magical Thinking pentru o piesă jucată de o singură femeie. Produsă de Scott Rudin, piesa de pe Broadway a fost jucată de Vanessa Redgrave. Deși inițial Didion ezita să scrie pentru teatru, până la urmă a găsit destul de incitant genul acesta nou pentru ea. 
Didion a scris primele schițe ale scenariului pentru un film HBO regizat de Robert Benton⁠(d) despre Katharine Graham⁠(d) editoare la The Washington Post . Scenariul nu avea titlu dar  urmărea raportarea ziarului Post la scandalul Watergate, care a dus la demisia președintelui Richard Nixon. 
În 2011, Knopf a publicat Blue Nights, un memoriu despre îmbătrânire. Cartea se concentrează pe fiica lui Didion, care a murit chiar înainte de publicarea Anului gândirii magice. Se adresează relației lor cu „o sinceritate uluitoare”.  Mai general, cartea tratează anxietățile pe care le-a trăit Didion în legătură cu adoptarea și creșterea unui copil și despre procesul de îmbătrânire. 
În 2021, Didion a publicat Let Me Tell You What I Mean, o colecție de 12 eseuri pe care le-a scris între 1968 și 2000. 
O fotografie a lui Didion fotografiată de Juergen Teller a fost folosită ca parte a campaniei de primăvară/vară 2015 a brandului francez de lux Céline . 

## Stilul de scriere

### Jurnalism de stil nou
Jurnalismul de stil nou  caută să comunice fapte prin povestire și tehnici literare. Acest stil este, de asemenea, descris ca non-ficțiune creativă, jurnalism intim sau non-ficțiune literară. Este un stil popular în lunga istorie a jurnalismului literar din America. Tom Wolfe, care împreună cu EW Johnson a editat antologia The New Journalism (1973) și a scris un manifest pentru stilul care a popularizat termenul, a spus că „este posibil să scrii jurnalism care să se citească ca un roman”.  Scriitorii din acest stil tind să nu prezinte „doar faptele” ci să se concentreze și pe dialog, pe scenariile pe care le-ar fi putut experimenta autorul. Oferă autorului mai multă libertate creativă, ajutând să reprezinte adevărul și realitatea prin ochii autorului. Expunerea subiectivității este o temă majoră în acest stil, unde vocea autorului este importantă în modul în care cititorii își formează opiniile. 
Cartea lui Didion, Slouching Towards Bethlehem, exemplifică foarte bine ce reprezintă Noul jurnalism, deoarece explorează valorile culturale și experiențele vieții americane din anii 1960. În această narațiune ea și-a inclus sentimentele și amintirile personale, la persoana întâi, și a descris haosul indivizilor și modul în care au perceput lumea. Respingând jurnalismul convențional, ea a creat o abordare subiectivă a eseurilor și un stil care îi era propriu. 

### Stilul și temele abordate
Didion considera structura propoziției esențială pentru munca ei. În articolul „Why I Write” (1976) din New York Times  Didion a remarcat: „A muta structura unei propoziții modifică sensul acelei propoziții, la fel de clar și inflexibil pe cât poziția camerei modifică sensul obiectul fotografiat. Aranjarea cuvintelor contează, iar aranjamentul pe care ți-l dorești îl găsești în imaginea formată din mintea ta... Imaginea vă spune cum să aranjați cuvintele, iar aranjamentul cuvintelor vă spune sau îmi spune ce se întâmplă în imagine.” 
Didion a fost puternic influențată de Ernest Hemingway, din a cărui scriere a învățat importanța modului în care funcționează propozițiile într-un text. Alți autori care au influențat-o au fost Henry James, care a scris „propoziții perfecte, indirecte, complicate” și George Eliot . 
Didion a observat, de asemenea, jurnaliștii,  și avea credința că diferența dintre procesul de ficțiune și non-ficțiune este elementul de descoperire care are loc în non-ficțiune, care se întâmplă nu în timpul scrierii, ci al cercetării. 
Ritualurile au făcut parte din procesul creativ al lui Didion. La sfârșitul zilei, ea făcea o pauză de la scris pentru a se îndepărta de „pagini”,  spunând că, fără distanță, nu ar putea face editările corespunzătoare. Apoi, ea își încheia ziua decupând și editand proză și revizuind lucrarea a doua zi. Dormea în aceeași cameră cu cartea ei, spunând „Acesta este unul dintre motivele pentru care merg acasă, în Sacramento, să termin lucrurile. Cumva cartea nu te lasă când ești chiar lângă ea.” 
Într-un eseu din 1980, „Joan Didion: Only Disconnect”, Barbara Grizzuti Harrison⁠(d) a numit-o pe Didion o „ Cher neurastenic ” al cărei stil era format dintr-o „pungă de trucuri” și unde „subiectul este întotdeauna ea însăși”. 

## Premii și onoruri
În 1981, Didion a fost aleasă la Academia Americană de Arte și Litere.
În 1996, ea a primit medalia Edward MacDowell. 
În 2002, ea a primit Premiul literar St. Louis de la Asociații Bibliotecii Universității Saint Louis.  
Didion a fost recunoscută pentru Anul gândirii magice, care a primit Premiul Național de Carte pentru Nonficțiune în 2005 și Premiul Medicis Essais în 2007.  Documentând durerea pe care a trăit-o după moartea subită a soțului ei, cartea a fost numită „o capodopera a două genuri: memoriile și jurnalismul de investigație”. 
În 2006, ea a primit Premiul Placa de Aur al Academiei Americane de Realizări  În același an, a fost aleasă în Societatea Filozofică Americană . 
În 2007, Didion a primit medalia anuală a Fundației Naționale a Cărții pentru Contribuție Distinsă la Literatura Americană. Din motivație: „O observatoare incisivă a politicii și culturii americane de mai bine de patruzeci și cinci de ani, amestecul ei distinct de proză liberă, elegantă și inteligență înverșunată i-au câștigat cărților ei un loc în canonul literaturii americane, precum și admirația unor generații de scriitori și jurnaliști”. În acel an, Didion a câștigat și premiul Evelyn F. Burkey de la Writers Guild of America . 
În 2009, Didion a primit titlul onorific de doctor în litere de la Universitatea Harvard .  Universitatea Yale i-a conferit un alt doctor onorific în litere în 2011.  Pe 3 iulie 2013, Casa Albă a anunțat că este una dintre destinatarii Medaliei Naționale a Artelor oferită de președintele Barack Obama . 

## Viața personală
În timp ce se afla în New York și lucra la Vogue, Didion l-a cunoscut pe John Gregory Dunne, viitorul ei soț, care scria pentru revista Time. El era fratele mai mic al autorului, omului de afaceri și gazda emisiunii de mister de televiziune Dominick Dunne. Cuplul s-a căsătorit în 1964 și s-a mutat în Los Angeles, intenționând să rămână acolo doar temporar.  California a devenit însă, în cele din urmă, casa lor pentru următorii 20 de ani. Fiica lor, Quintana Roo Dunne, s-a născut pe 3 martie 1966, în New York City și a fost adoptată mai târziu în acel an. 
În eseul din titlul The white album, Didion documentează o criză nervoasă pe care a experimentat-o în vara anului 1968. După ce a fost supusă unei evaluări psihiatrice, a fost diagnosticată ca având un atac de vertij și greață. Ea a fost, de asemenea, diagnosticată cu scleroză multiplă . 
În eseul său „In Bed”, Didion a explicat că suferea de migrene cronice. 
Două tragedii au lovit-o pe Didion în mai puțin de doi ani. Pe 30 decembrie 2003, în timp ce fiica lor, Quintana Roo Dunne, zăcea în comat în UTI cu șoc septic rezultat din pneumonie, soțul ei a suferit un atac de cord fatal în timpul unei cine. Didion a amânat înmormântarea soțului ei timp de aproximativ trei luni până când Quintana a fost suficient de bine pentru a participa. Vizitând Los Angeles după înmormântarea tatălui ei, Quintana a căzut la aeroport, s-a lovit cu capul de trotuar și a suferit un hematom masiv, care a necesitat șase ore de operație pe creier la Centrul medical UCLA.  După ce a progresat spre recuperare în 2004, Quintana a murit de pancreatită acută pe 26 august 2005, în timpul ce Didion promova la New York cartea  Anul gândirii magice. Quintana avea 39 de ani.  Didion a scris mai târziu despre moartea lui Quintana în cartea din 2011 Nopți albastre.
Nepotul ei Griffin Dunne a regizat un documentar despre ea, Joan Didion: The Center Will Not Hold. Documentarul a fost lansat de Netflix pe 27 octombrie 2017.  În el, cu ajutorul nepotului ei și al prietenilor care au fost martori la progresul ei în carieră, Didion a discutat despre lucrările ei și viața personală. Moartea soțului ei și a fiicei în 2005 sunt, de asemenea, explorate, dând context mai amplu cărților ei The Year of Magical Thinking și Blue Nights . 
Didion a murit din cauza complicațiilor bolii Parkinson la casa ei din Manhattan pe 23 decembrie 2021, la vârsta de 87 de ani. 

## Lucrări publicate
Ficțiune
- Run, River (1963)
- Play It as It Lays (1970)
- A Book of Common Prayer (1977)
- Democracy (1984)
- The Last Thing He Wanted (1996)

Non-ficțiune
- Slouching Towards Bethleem (1968)
- Albumul alb (1979)
- Salvador (1983)
- Miami (1987)
- După Henry (1992)
- Ficțiuni politice (2001)
- De unde eram (2003)
- Idei fixe: America din 9.11 (2003; prefață de Frank Rich )
- Vintage Didion (2004; extrase selectate din lucrările anterioare)
- Anul gândirii magice (2005)
- We Tell Ourselves Stories in Order to Live : Collected Nonfiction (2006; include primele șapte volume ale ei de nonficțiune)
- Nopți albastre (2011)ISBN: 9780307267672
- Sud și vest: dintr-un caiet (2017)ISBN: 9781524732790
- Lasă-mă să-ți spun ce vreau să spun (2021)

Scenarii
- The Panic in Needle Park (1971) (cu John Gregory Dunne și bazat pe romanul lui James Mills ) [70]
- Play It as It Lays (1972) (cu John Gregory Dunne și bazat pe romanul ei) [71]
- A Star Is Born (1976) (cu John Gregory Dunne) [72]
- True Confessions (1981) (cu John Gregory Dunne și bazat pe romanul său ) [73]
- De aproape și personal (1996) (cu John Gregory Dunne) [74]
- As it Happens (2012) (cu Todd Field )

Piese de teatru
- Anul gândirii magice (2007) (pe baza cărții ei)